# فجر إبراهيم
فجر إبراهيم مدرب كرة قدم سوري من مواليد 22 حزيران 1964 لعب لنادي الوحدة ويدرب حاليًا سوريا حاصل على شهادات c b A الاسيوية إضافة إلى شهادة مدرب محترف من الاتحاد الآسيوي لكرة القدم وهو محاضر اسيوي للدورات من الفئة A الاسيوية.

## مسيرته التدريبية
هو المدرب الحالي للمنتخب السوري لكرة القدم، استلم تدريبه بشكل مؤقت في آخر مبارياته ضد أستراليا في كأس آسيا 2019 في 10 يناير 2019 بدلاً من الألماني بيرند شتانغه .

## روابط خارجية
- فجر إبراهيم على موقع الاتحاد الدولي (مؤرشف)  (الإنجليزية)
- فجر إبراهيم على موقع قاعدة بيانات كرة القدم.إي يو (الإنجليزية)
- فجر إبراهيم على موقع Soccerway.com (الإنجليزية)
- فجر إبراهيم على موقع عالم كرة القدم.نت (الإنجليزية)
- فجر إبراهيم على موقع كووورة